# Климент Сърмабожов
Климент Александров Сърмабожов е виден български юрист от първата третина на XX век.

## Биография
Произхожда от видната охридска фамилия Сърмабожови. Син е на един от най-видните охридски граждани от втората половина на XIX век - Александър Сърмабожов, председател на еснафа на занаятчиите. В 1897 година завършва право в Софийския университет. Председател на прокурорския паркет и член на Върховния съд.
Единият му син Стефан Сърмабожов е карикатурист, а брат му Никола Сърмабожов е учител по история в Плевенската мъжка гимназия.